# Ейсмонт Наталія Миколаївна
Наталія Миколаївна Ейсмонт (біл. Наталля Мікалаеўна Эйсмант; до шлюбу Селюн (або Сікорська), на телебаченні — Кірсанова; нар. 16 лютого 1984) — білоруська журналістка та телеведуча, з 2014 року — прессекретарка президента Республіки Білорусь Олександра Лукашенка. Ейсмонт називають «однією з найбільш впливових жінок у керівництві країни». Багато опонентів і колишні прихильники Лукашенка вважають її відповідальною за «відірваність президента від реальності».

## Біографія
Дошлюбне прізвище, ймовірно, Селюн; на телебаченні працювала під прізвищем Кірсанова. Закінчила Мінський державний музичний коледж імені М. І. Глінки, потім — Білоруську державну академію мистецтв (спеціальність — «актор драматичного театру і кіно»). Деякий час працювала в Білоруському музичному театрі (театр музкомедії). 2006 року почала працювати в Белтелерадіокомпанії телеведучою. Вела, зокрема, телепередачі «Навіны рэгіена» і «Ділове життя» на центральних телеканалах. Там же познайомилася з Іваном Ейсмонтом (псевдонім — Михайлов), міліціонером, запрошеним на телебачення, з яким одружилася.
2014 року Олександр Лукашенко призначив її прессекретаркою. Обставини знайомства з президентом та отримання посади не зрозумілі. Допускається, що з Лукашенком її познайомила подруга Дарина Шманай — переможниця конкурсу краси «Королева весна», яка нерідко супроводжувала Лукашенка з 2014 року. Модельєр Олександр Варламов припустив, що Лукашенко і Наталю Ейсмонт звела її зовиця, журналістка Ганна Ейсмонт (сестра Івана). 2018 року Іван Ейсмонт був призначений головою Белтелерадіокомпанії.
2019 року заявила в інтерв'ю, що «диктатура — це вже наш бренд», відстоюючи позитивне сприйняття диктатури. За її словами, диктатура уособлює «порядок, дисципліну і абсолютно нормальне спокійне життя». 2020 року, коментуючи відсутність заходів з обмеження розповсюдження коронавірусу, заявила, що позиція Лукашенка з цього питання є ретельно продуманою і що введення карантину було б занадто жорсткою мірою: «якби Батька сказав ввести комендантську годину і закрити квартири, ви ж знаєте, миша б не проповзла». Передбачається, що вона веде або безпосередньо причетна до ведення телеграм-каналу пресслужби Лукашенка.
Під час масових протестів 2020 року разом із Наталею Кочановою представляла державу на зустрічі зі страйкувальниками-працівниками очолюваної чоловіком Белтелерадіокомпанії. 23 вересня Наталія Ейсмонт дезінформувала журналістів про час початку інавгурації Лукашенка, заявивши, що «ближче до часу інавгурації ми вам обов'язково повідомимо [про її проведення]», хоча захід розпочався через 2 години без обіцяного повідомлення.

## Міжнародні санкції
6 листопада 2020 року Ейсмонт включили до «Чорного списку ЄС». Рада Європейського Союзу визнала Ейсмонт відповідальною за координацію медіадіяльності Лукашенка, включно з підготовкою заяв і організацією публічних виступів, підтримку режиму Лукашенка, у тому числі кампанії репресій та залякування, що проводиться державним апаратом після президентських виборів 2020 року. Згідно з рішенням ЄС, зокрема, своїми публічними заявами на захист президента і критикою активістів опозиції, а також мирних демонстрантів, зроблених після президентських виборів, вона посприяла серйозному підриву демократії та верховенства закону в Білорусі. Крім того, Ейсмонт в свої санкційні списки включили Велика Британія, Канада, Швейцарія.
21 червня 2021 року Ейсмонт також додали до списку спеціально позначених громадян і заблокованих осіб США.
Після початку повномасштабного вторгнення Росії в Україну 2002 року Японія, Україна та Нова Зеландія запровадили персональні санкції проти Ейсмонт.
19 жовтня 2022 року додана до санкційного списку України.

## Причетність до вбивства Романа Бондаренка
За даними BYPOL, за допомогою отриманих аудіозаписів та виставлень рахунків за мобільні телефони їм вдалося точно встановити коло осіб, причетних до вбивства Романа Бандаренка з Мінська, який помер у лікарні після побиття. Ейсмонт входить до їхнього числа.